# Адзюбжа (станция)
Адзю́бжа (абх. Аӡҩыбжьа) — железнодорожный разъезд Абхазской железной дороги на участке Сухум — Очамчыра, расположенная одноимённом селе в Абхазии, в Очамчырском районе частично признанной Республики Абхазия, согласно административному делению Грузии — в Очамчирском муниципалитете Абхазской Автономной Республики.

## Инфраструктура
По состоянию на 2022 год пассажирское движение поездов на станции отсутствует, электрификация после грузино-абхазской войны не восстановлена.
В довоенное время на станции эксплуатировалось по шесть-восемь путей, однако после в эксплуатации был всего один. В ноябре 2022 года «Абхазской железной дорогой» на станции отремонтированы стыковые соединения и стрелочные переводы, заменены деревянные шпалы на железобетонные, восстановлены дополнительные пути для увеличения пропускной способности возрастающих грузовых перевозок.